# Perfect Blue
Perfect Blue (パーフェクトブル Pāfekuto Burū?, tdl. ‘Azul perfecto’) es una película del género thriller psicológico dirigida por Satoshi Kon, siendo ésta su ópera prima. La película se basa en la novela Perfect Blue: Complete Metamorphosis (パ ー フ ェ ク ト ・ ブ ル ー 完全 変 態 Perfect Blue: Kanzen Hentai?) de Yoshikazu Takeuchi. Perfect Blue ha cosechado elogios por parte de la crítica y es considerada actualmente una obra maestra de la animación, siendo elegida como una de las mejores películas de anime.
En España la película fue estrenada en todos los cines el 30 de octubre de 1998, y fue distribuida en DVD por Manga Films el 25 de noviembre de 2000.
Diversos medios han señalado erróneamente que el director de cine estadounidense Darren Aronofsky compró los derechos de Perfect Blue para poder recrear una escena de la película en Black Swan (conocida en español como El cisne negro o Cisne negro) filme que obtuvo más de 80 premios internacionales. Esto ha sido sin embargo negado repetidamente por el propio director, que ha rechazado cualquier inspiración a pesar de las evidentes similitudes entre ambos filmes, que van desde composiciones de planos hasta secuencias completas.

## Argumento
Mima Kirigoe es una cantante perteneciente al trío de J-Pop “CHAM”, que está dando un concierto en un evento en la ciudad. Durante el mismo, Mima anuncia públicamente que dejará de ser cantante para dedicarse de lleno a la actuación y solicita amablemente a sus fans su apoyo. Algunos de sus fans se encuentran molestos por su cambio de carrera, incluyendo a un guardia de seguridad que se apoda Me-manía en Internet y secretamente acosa de forma obsesiva a Mima. Una vez en su apartamento, revisa las cartas enviadas por sus fans, entre las que encuentra una especial que dice “desde aquí puedo ver el cuarto de Mima”, luego recibe por fax un mensaje anónimo donde la llaman “Traidora”.
Al momento de su debut en la actuación, en una serie llamada Double Bind, Mima siente como los compañeros del set no la tratan en serio, burlándose por su imagen angelical. Su mánager, Tadokoro, y Rumi (asistente de Mima y excantante pop de hace algunas décadas), reciben una carta de un fan dirigida a Mima que explota, hiriendo de gravedad a Tadokoro. Al llegar a su apartamento, Mima le comenta a Rumi sobre la carta que recibió días atrás, pero esta le aclara que “El cuarto de Mima” se refiere al nombre de una página web dedicada a ella. Ya que Mima no está familiarizada con la Internet, Rumi le enseña a navegar por la red pero le advierte que es innecesario revisar tal sitio.
A pesar de la advertencia, Mima visita el sitio web, encontrando una serie de publicaciones hechas en primera persona donde se relata la vida cotidiana de Mima, publica fotos que parecen haber sido tomadas en su apartamento e incluso comenta aspectos de su vida que solo ella y alguien muy cercano conocen, creciendo su preocupación. Luego, Mima visita a sus antiguas compañeras dándose cuenta de que ellas, como dúo, han aumentado su popularidad hasta convertirse en la sensación del momento; en cambio ella no ha conseguido trascender en el mundo de la actuación, creciendo con ello sentimientos de frustración y tristeza.
Finalmente, a Mima se le otorga una escena especial en la serie que Tadokoro aprovecha para cambiar su imagen angelical, pero esta escena es de una violación y posee alto contenido sexual, lo que podría perjudicar la imagen de Mima. A pesar de las advertencias de Rumi de no hacer esa escena, Mima acepta, creyendo que así proyectará una imagen madura como actriz. Tras realizar esta escena, el guionista es emboscado y asesinado en el ascensor de su edificio.
A partir de este punto, la presión que sufre Mima producto del rechazo de sus fans, las críticas a su cambio de carrera e imagen y sobre todo el éxito de sus excompañeras, socava poco a poco su estabilidad mental; haciéndole difícil diferenciar cuáles hechos son reales, cuáles alucinaciones y cuáles escenas que filma para la serie; Mima pronto se ve acosada por su otro yo, “Mima-idol”, una alucinación de ella misma con la apariencia que poseía cuando aún pertenecía a CHAM. Mima-idol se describe a sí misma como una exitosa idol, satisfecha con su carrera, quien asegura que junto a sus antiguas compañeras aún da conciertos alrededor de la ciudad; mientras tanto la acusa de ser una impostora que ensucia su imagen y le recrimina haber dejado el grupo para convertirse en actriz y rebajarse grabando escenas obscenas. En paralelo, se muestra que Me-manía la vigila desde lejos y que es visitante frecuente de “El cuarto de Mima”, donde de alguna forma parece conversar regularmente con Mima-idol.
Tiempo después, el productor de Double Bind es brutalmente asesinado, arrancándole los ojos. Mima ve la noticia y teme que sea obra de su otro yo, empezando a sufrir alucinaciones y lagunas, de las que siempre despierta al día siguiente en su cuarto sin comprender si lo que pasó es real o no. Posteriormente un fotógrafo que tomó fotografías eróticas a Mima es asesinado por un repartidor de pizza que parecer ser en realidad Mima-idol. A raíz de las noticias de los asesinatos del guionista, del productor y del fotógrafo, y de la ropa del repartidor ensangrentada encontrada en su ropero, Mima cada vez se convence más de que ella es la autora de los asesinatos, considerando a Mima-idol como una parte de su personalidad.
Al realizar la última escena de Double Bind, Rumi felicita a Mima por su actuación y van a celebrar con Tadokoro; pero cuando va saliendo sola del estudio, es atacada por Me-manía que intenta violarla, aunque ella se defiende golpeándolo con un martillo y matándolo. A la salida Rumi, quien estuvo buscándola un buen rato, la encuentra con la ropa hecha jirones y casi en shock, comentándole lo sucedido; sin embargo, Rumi le muestra que nadie la ha atacado y todo fue parte de su imaginación.
Rumi la lleva de regreso a su habitación. Sin embargo, por algunos detalles erróneos, Mima descubre que en realidad se trata de una habitación similar a la suya y decorada de idéntica forma. Mima llama a su mánager sin obtener respuesta, observándose al otro lado de la línea que Tadokoro y Me-manía fueron brutalmente asesinados. Sorpresivamente Mima-idol entra a la habitación con un nuevo vestido rojo amenazando a Mima, pero cuando la mira a través del espejo descubre que esta Mima-idol es real y se trata de Rumi, aunque la semi-delirante Mima no puede evitar verla la mayor parte del tiempo como la personificación de Mima-idol.
Rumi revela ser la creadora de “El cuarto de Mima”, la perpetradora de los asesinatos y quien manipuló a Me-manía para mandar las cartas amenazadoras y asesinar a algunas personas; todo ello debido a que la frustración por ver acabada su carrera como idol la hizo proyectarse a sí misma en Mima y su carrera de cantante hasta creer que era ella, pero esta fantasía se vio trastocada cuando la joven abandonó la música para dedicarse a la actuación, lo que a sus ojos probaba que Rumi era la idol real y Mima solo una impostora que manchaba su imagen.
Mima logra huir herida del edificio evitando que Rumi la asesine con un picahielo y comienza una carrera por la ciudad huyendo de Rumi, quien la persigue y ataca hasta que logra herirla. La persecución termina en la acera con Mima desangrándose y una delirante Rumi intentando estrangularla mientras argumenta que no posible para ella ser la Mima real porque no es una idol, a lo que la joven responde, tanto para Rumi como para sí misma, que siempre será la real, independientemente de cualquier cambio. Durante el forcejeo, Rumi pierde la peluca con que imita la apariencia de su amiga e intentando recuperarla se clava accidentalmente en el pecho los trozos de una vitrina que rompió poco antes; herida de gravedad tambalea hasta la calle, donde se detiene frente a un camión para saludar creyendo que sus faros son las luces de un escenario donde la ovacionan, pero es salvada por Mima.
Algún tiempo después Mima, ya recuperada de sus heridas, visita un hospital psiquiátrico donde Rumi está internada, la reacción de las enfermeras al verla insinúa que ahora es una estrella famosa. Rumi sobrevivió pero aun cree ser Mima-idol y vive inmersa en una fantasía donde se ve como una estrella admirada; los doctores le comentan que rara vez regresa a la personalidad de Rumi a lo que Mima comenta que se ha resignado a que su amiga ya no existe, pero aun se siente agradecida con ella por ayudarla a convertirse en quien es ahora. La película termina con Mima abandonando el recinto y subiendo a su vehículo donde mira su rostro en el retrovisor y mientras sonríe dice “yo soy la real”.

## Premios y nominaciones
| Año  | Premio                           | Categoría                                            | Candidato                                                                 | Resultado |
| ---- | -------------------------------- | ---------------------------------------------------- | ------------------------------------------------------------------------- | --------- |
| 1997 | Fantasia Film Festival           | Mejor largometraje animado                           | Satoshi Kon                                                               | Ganador   |
| 1998 | Fantasporto                      | Mejor película Animada                               | Satoshi Kon                                                               | Ganador   |
| 1998 | Fantasporto                      | Mejor película                                       | Satoshi Kon                                                               | Nominado  |
| 2000 | B-Movie Film Festival            | Mejor largometraje animado                           | Satoshi Kon                                                               | Ganador   |
| 2000 | Fangoria Chainsaw Awards         | Mejor película de estreno limitado o directa a vídeo | Perfect Blue                                                              | Nominado  |
| 2000 | Motion Picture Sound Editors USA | Mejor edición de sonido para película animada        | Masafumi Mima Les Claypool III Shizuo Kurahashi Kevin Seymour Lia Sargent | Nominado  |

## Enlaces relacionados
- Reseña en Deculture.es Archivado el 13 de octubre de 2014 en Wayback Machine.
- Review en Mangspain.com
- Perfect Blue en Internet Movie Database (en inglés).

- Datos: Q1205051